# Königlich Bayerisches 12. Feldartillerie-Regiment
Das 12. Feldartillerie-Regiment war ein Artillerieregiment der Bayerischen Armee.

## Geschichte
Am 1. Oktober 1901 wurde der Verband aus der III. Abteilung und der 6. Fahrenden Batterie des 2. Feldartillerie-Regiments „Horn“ sowie zwei neu gebildeten Fahrenden Batterien in Würzburg aufgestellt. Es gliederte sich in zwei Abteilungen zu drei Batterien sowie zwei Fahrenden Batterien. Letzter Friedensstandort des Regiments war Landau in der Pfalz.
Zusammen mit dem 5. Feldartillerie-Regiment bildete es seit Oktober 1901 die 3. Feldartillerie-Brigade.

### Erster Weltkrieg
Zu Beginn des Ersten Weltkriegs machte das Regiment am 2. August 1914 mobil. Im Verbund mit der 3. Infanterie-Division nahm es zunächst an den Grenzgefechten und der Schlacht in Lothringen teil, kämpfte bei Nancy-Épinal und an der Somme. Nach der Schlacht bei Ypern lag das Regiment in Stellungskämpfen in Flandern und im Artois. Diese wurde 1915 durch die Frühjahrs- und Herbstschlacht bei La Bassée und Arras unterbrochen. Bereits Ende Februar hatte es je zwei Geschütze der 1., 2. und 3. Batterie zur Neuaufstellung des 21. Feldartillerie-Regiments abgegeben. Ab 24. August 1916 kam der Verband in der Schlacht an der Somme zum Einsatz und wurde am 8. Oktober 1916 der 3. Infanterie-Division direkt unterstellt.
Gemäß Weisung des Kriegsministeriums vom 7. Januar 1917 wurde der Verband um eine III. Abteilung ergänzt. Der Stab sowie die 7. bis 9. Batterie wurden durch das stellvertretende Generalkommando des III. Armee-Korps gebildet und verlegte nach der Aufstellung zur Ausbildung zunächst auf den Truppenübungsplatz Thimougies. Am 27. Februar 1917 kam die III. Abteilung zum Regiment ins Feld.
Vom 3. März bis 24. April 1917 war das Regiment dem Artillerie-Kommandeur Nr. 3 der 3. Infanterie-Division unterstellt. Anschließend wechselte nach der Schlacht von Arras das Unterstellungsverhältnis direkt zur Division und war an den Kämpfen in Flandern und vor Verdun beteiligt. Mit der Verlegung des Regiments am 19. Juli 1917 nach Lothringen kam der Verband wieder unter das Kommando des Artillerie-Kommandeurs Nr. 3. Dieser führte es in den Stellungskämpfen in der Champagne, an der Ailette und am Chemin des Dames. Ab 21. März 1918 nahm es in der Großen Schlacht in Frankreich an der deutschen Offensive teil, bevor das Regiment Anfang April wieder in den Stellungskrieg überging. Nach den verlustreichen Abwehrkämpfen in der Woëvre-Ebene wurden am 7. November 1918 die III. Abteilung und die 7. Batterie aufgelöst. Die 8. Batterie trat zur I. Abteilung, die 9. Batterie zur II. Abteilung über.

### Verbleib
Nach Kriegsende marschierten die Reste des Regiments nach Deutschland zurück. Da durch die Alliierte Rheinlandbesetzung die Garnison Landau nicht mehr verfügbar war, wurde das Regiment ab 18. Dezember 1918 in Ebermannstadt zunächst demobilisiert und im Januar 1919 schließlich aufgelöst. Aus Teilen bildete sich die Freiwilligen- oder Volkswehr-Batterie Zacherl bzw. Heyl. Mit der Bildung der Vorläufigen Reichswehr ging diese Einheit als 3. Batterie im Reichswehr-Artillerie-Regiments 23 auf.
Die Tradition übernahm in der Reichswehr durch Erlass des Chefs der Heeresleitung General der Infanterie Hans von Seeckt vom 24. August 1921 die 3. Batterie des 7. (Bayerisches) Artillerie-Regiments in Würzburg. In der Wehrmacht wurde die Tradition zunächst durch die II. Abteilung des Artillerieregiments 33 in Landau und später durch das Artillerieregiment 69 in Mannheim fortgeführt.

## Kommandeure
| Dienstgrad            | Name                  | Datum                                |
| --------------------- | --------------------- | ------------------------------------ |
| Oberstleutnant        | Johann Gebhard        | 1. Oktober 1901 bis 7. Dezember 1902 |
| Oberstleutnant/Oberst | Lothar Straßner       | 8. Dezember 1902 bis 27. April 1906  |
| Oberstleutnant        | Maximilian Hopf       | 28. April 1906 bis 25. März 1909     |
| Oberstleutnant/Oberst | Hermann von Burkhardt | 26. März 1909 bis 21. April 1912     |
| Oberstleutnant/Oberst | Hugo Müller           | 22. April 1912 bis 1. Juli 1916      |
| Oberstleutnant        | Eduard Pfeiffer       | 2. Juli 1916 bis Januar 1919         |